# العلاقات الفلبينية الطاجيكستانية
العلاقات الفلبينية الطاجيكستانية هي العلاقات الثنائية التي تجمع بين الفلبين وطاجيكستان.

## مقارنة بين البلدين
هذه مقارنة عامة ومرجعية للدولتين:
| وجه المقارنة                                              | الفلبين                       | طاجيكستان                          |
| --------------------------------------------------------- | ----------------------------- | ---------------------------------- |
| المساحة (كم2)                                             | 343.45 ألف                    | 143.10 ألف                         |
| عدد السكان (نسمة)                                         | 104.92 مليون                  | 8.92 مليون                         |
| الكثافة السكانية (ن./كم²)                                 | 305.49                        | 62.33                              |
| العاصمة                                                   | مانيلا                        | دوشنبه                             |
| اللغة الرسمية                                             | اللغة الفلبينية، لغة إنجليزية | اللغة الطاجيكية                    |
| العملة                                                    | بيسو فلبيني                   | ساماني طاجيكي، الروبل الطاجيكستاني |
| الناتج المحلي الإجمالي (بليون دولار)                      | 313.60 مليار                  | 7.15 مليار                         |
| الناتج المحلي الإجمالي (تعادل القوة الشرائية) بليون دولار | 743.90 مليار                  | 24.03 مليار                        |
| الناتج المحلي الإجمالي الاسمي للفرد دولار أمريكي          | 2.90 ألف                      | 925                                |
| الناتج المحلي الإجمالي للفرد دولار أمريكي                 | 7.39 ألف                      | 2.69 ألف                           |
| مؤشر التنمية البشرية                                      | 0.668                         | 0.624                              |
| رمز المكالمات الدولي                                      | +63                           | +992                               |
| رمز الإنترنت                                              | .ph                           | .tj                                |
| المنطقة الزمنية                                           | توقيت الفلبين                 | ت ع م+05:00                        |

## منظمات دولية مشتركة
يشترك البلدان في عضوية مجموعة من المنظمات الدولية، منها:
| علم المنظمة | اسم المنظمة                        | تاريخ انضمام الفلبين | تاريخ انضمام طاجيكستان |
| ----------- | ---------------------------------- | -------------------- | ---------------------- |
|             | مؤسسة التنمية الدولية              | 28 أكتوبر 1960       | 4 يونيو 1993           |
|             | مؤسسة التمويل الدولية              | 12 أغسطس 1957        | 2 ديسمبر 1994          |
|             | منظمة حظر الأسلحة الكيميائية       | ?                    | ?                      |
|             | الأمم المتحدة                      | 24 أكتوبر 1945       | 2 مارس 1992            |
|             | الاتحاد الدولي للاتصالات           | 25 مايو 1912         | 28 أبريل 1994          |
|             | منظمة الشرطة الجنائية الدولية      | ?                    | ?                      |
|             | البنك الدولي للإنشاء والتعمير      | 27 ديسمبر 1945       | 4 يونيو 1993           |
|             | الاتحاد البريدي العالمي            | ?                    | ?                      |
|             | وكالة ضمان الاستثمار متعدد الأطراف | 8 فبراير 1994        | 9 ديسمبر 2002          |
|             | بنك التنمية الآسيوي                | 1966                 | 1998                   |
|             | يونسكو                             | 21 نوفمبر 1946       | 6 أبريل 1993           |
|             | الفريق المعني برصد الأرض           | ?                    | ?                      |

## وصلات خارجية
- موقع وزارة الخارجية الفلبينية